# دوبریتش (ناحیه پراگ-غرب)
دوبریتش (به چکی: Dobříč) یک منطقهٔ مسکونی در جمهوری چک است که در ناحیه پراگ-غرب واقع شده‌است. دوبریتش ۵٫۹۷ کیلومتر مربع مساحت و ۴۹۶ نفر جمعیت دارد و ۳۴۴ متر بالاتر از سطح دریا واقع شده‌است.